# Monte Cane, Pizzo Selva a Mare, Monte Trigna
Monte Cane, Pizzo Selva a Mare, Monte Trigna este o arie protejată (arie specială de conservare — SAC, sit de importanță comunitară — SCI) din Italia întinsă pe o suprafață de 4.944 ha, integral pe uscat.

## Localizare
Centrul sitului Monte Cane, Pizzo Selva a Mare, Monte Trigna este situat la coordonatele 37°58′19″N 13°33′06″E / 37.971944°N 13.551667°E.

## Înființare
Situl Monte Cane, Pizzo Selva a Mare, Monte Trigna a fost declarat sit de importanță comunitară în septembrie 1995 pentru a proteja 3 specii de plante și 33 de specii de animale. Situl a fost protejat și ca arie specială de conservare în decembrie 2015.

## Biodiversitate
Situată în ecoregiunea mediteraneană, aria protejată conține 14 habitate naturale: Păduri de Ilex aquifolium, Galerii de Salix alba și de Populus alba, Păduri de Quercus ilex și Quercus rotundifolia, Pante stâncoase calcaroase cu vegetație casmofită, Tufărișuri termo-mediteraneene și de pre-deșert, Păduri de Quercus suber, Păduri de stejar alb estice, Galerii și tufărișuri riverane sudice (Nerio-Tamaricetea și Securinegion tinctoriae), Pseudostepă cu ierburi și specii anuale de Thero-Brachypodietea, Râuri mediteraneene cu debit intermitent, cu specii de Paspalo-Agrostidion, Iazuri temporare mediteraneene, Peșteri inaccesibile publicului, Grohotișuri termofile și vest-mediteraneene, Fânețe de joasă altitudine (Alopecurus pratensis, Sanguisorba officinalis).
La baza desemnării sitului se află mai multe specii protejate:
- plante (3): Dianthus rupicola, Ophrys lunulata, Stipa austroitalica
- păsări (33): lăcar-de-lac (Acrocephalus scirpaceus), Alectoris graeca whitakeri, fâsă-de-câmp (Anthus campestris), fâsă de luncă (Anthus pratensis), fâsă de pădure (Anthus trivialis), acvilă de munte (Aquila chrysaetos), ciocârlie-cu-degete-scurte (Calandrella brachydactyla), caprimulg (Caprimulgus europaeus), erete de stuf (Circus aeruginosus), erete cenușiu (Circus pygargus), șoim călător (Falco peregrinus), vânturel de seară (Falco vespertinus), muscar-gulerat (Ficedula albicollis), muscar negru (Ficedula hypoleuca), sfrâncioc cu cap roșu (Lanius senator), pescăruș-cu-cap-negru (Larus melanocephalus), ciocârlie de pădure (Lullula arborea), privighetoare (Luscinia megarhynchos), gaia neagră (Milvus migrans), codobatura galbenă (Motacilla flava), muscar sur (Muscicapa striata), vultur egiptean (Neophron percnopterus), pietrar sur (Oenanthe oenanthe), grangur (Oriolus oriolus), ciuf-pitic (Otus scops), viespar (Pernis apivorus), brumăriță de pădure (Prunella modularis), mărăcinar (Saxicola rubetra), sitar de pădure (Scolopax rusticola), silvie roșcată (Sylvia cantillans), Sylvia conspicillata, mierlă gulerată (Turdus torquatus), pupăză (Upupa epops)

Pe lângă speciile protejate, pe teritoriul sitului au mai fost identificate 79 de specii de plante, 9 specii de păsări, 2 specii de amfibieni, 4 specii de mamifere, 4 specii de reptile.